# Порожній рейс
«Порожній рейс» (рос. «Порожний рейс») — російський радянський повнометражний чорно-білий художній фільм, поставлений на кіностудії «Ленфільм» в 1962 році режисером Володимиром Венгеровим. Картина створена за сюжетом однойменної розповіді Сергія Антонова.
Прем'єра фільму в СРСР відбувся 11 лютого 1963 року.

## Зміст
Журналіст одного великого друкованого видання їде в глибинку, щоб зібрати інформацію для матеріалу про передового працівника, шофера Хромова. Та приїхавши на місце і виявивши, що шофер і директор ліспромгоспу беруть участь у махінаціях, вирішує заявити на них у правоохоронні органи, що і повідомляє злочинцям. Назад додому журналіста везе нечесний шофер. Хромов не має наміру дати можливість викрити себе і директора.

## Ролі
- Георгій Юматов — Микола Хромов, шофер
- Олександр Дем'яненко — Павло Сироткін, журналіст
- Тамара Сьоміна — Аріна, учетчіца в ліспромгоспу
- Анатолій Папанов — Аким Севаст'янович, директор ліспромгоспу
- Герман Качин — Віктор Крюков, шофер
- Світлана Харитонова — Тоня Крюкова, дружина Віктора
- Борис Чирков — дід на аеродромі

## Знімальна група
- Сценарист — Сергій Антонов
- Постановка — Володимира Венгерова
- Головний оператор — Генріх Маранджян
- Художник — Віктор Волін
- Режисер — Йосип Шапіро
- Композитор — Ісаак Шварц
- Звукооператор — Євген Нестеров
- Оператор: Сергій Іванов
- Художник-гример — Г. Павлов
- Художник по костюмах — Віля Рахматуллина
- Комбіновані зйомки:
  - Оператор — Михайло Покровський
  - Художник — А. Сидоров
- Монтажер — Стера Горакова
- Редактор — Світлана Пономаренко
- Оркестр Ленінградської державної філармонії
  - Диригент — Арвід Янсонс
- Директор картини — І. Гольдін

## Нагороди
- 1963 — III Московський кінофестиваль, срібна премія.